# الاتفاق الخاص بالنقل الدولي للمواد الغذائية القابلة للتلف (معاهدة)
معاهدة (ATP)، هي الاتفاق الخاص بالنقل الدولي للمواد الغذائية القابلة للتلف وبالمعدات المستخدمة لأغراض ذلك النقل، وهي معاهدة الأمم المتحدة في عام 1970م أسست معايير النقل الدولي للمواد الغذائية للتلف بين الولايات التي تصدق على المعاهدة. وقد تم تحديث المعاهدة عن طريق تعديلها مرات عدة واعتبارًا منذ عام 2016م أصبحت المعاهدة تضم 50 طرفا معظمهم من أوروبا أو اسيا الوسطى وهي قابلة للتصديق من قبل الدول الأعضاء في اللجنة الاقتصادية لأوروبا (UNECE) وتنص على المشاركة في اللجنة الاقتصادية لأوروبا. (ATP) هو مصطلح تم اشتقاقه من الاسم الفرنسي للمعاهدة : Accord relatif aux transports internationaux de denrées périssables et aux engins spéciaux à utiliser pour ces transports
معاهدة(ATP)هي معاهدة تم ابرامها في جنيف بتاريخ 1 سبتمبر 1970م تحت رعاية اللجنة الاقتصادية لأوروبا، وتم التوقيع عليها من قبل النمسا وألمانيا الغربية وإيطاليا ولكسمبرغ وهولندا والبرتغال وسويسرا، وأصبحت هذه المعاهدة حيز التنفيذ بتاريخ 21 نوفمبر 1976م بعد ان صدقت عليها خمس دول.
معاهدة(ATP) كان المقصد منها هو ان تحل بدلا من الاتفاق المتعلق بالمعدات الخاصة المستعملة في تقل الأغذية القابلة للتلف وباستعمال هذه المعدات في النقل الدولي لبعض هذه الأغذية والتي تم عقدها في عام 1962 م ولكنه لم يحصل على تصديقات كافية ليصبح حيز التنفيذ.
تفرض معاهدة(ATP) استخدام أنواع معينة من المعدات لنقل المواد الغذائية القابلة للتلف عبر الحدود وان يتم فحص هذه المعدات بشكل منتظم. على سبيل المثال المعدات قد تكون بحاجة إلى التبريد أو التسخين أو العزل. المعاهدة تنطبق على النقل بالطرق البرية والسكك الحديدية، ولكنه لا ينطبق على حدود الدولة الواحدة.

## الأطراف
منذ عام 2016م, اعتبرت الدول الخمسين التالية أطرافا في المعاهدة:
- ألبانيا
- أندورا
- النمسا
- أذربيجان
- بيلاروس
- بلجيكا
- البوسنة والهرسك
- بلغاريا
- كرواتيا
- جمهورية التشيك
- الدنمارك
- إستونيا
- فنلندا
- فرنسا
- جورجيا
- ألمانيا
- اليونان
- المجر
- أيرلندا
- إيطاليا
- كازاخستان
- قرغيزستان
- لاتفيا
- ليتوانيا
- لوكسمبورغ
- مقدونيا
- مولدوفا
- موناكو
- الجبل الأسود
- المغرب
- هولندا
- النرويج
- بولندا
- البرتغال
- رومانيا
- روسيا
- سان مارينو
- السعودية
- صربيا
- سلوفاكيا
- سلوفينيا
- إسبانيا
- السويد
- طاجيكستان
- تونس
- تركيا
- أوكرانيا
- المملكة المتحدة
- الولايات المتحدة
- أوزبكستان

الدول التي كانت أطرافا سابقة هي تشيكوسلوفاكيا وألمانيا الشرقية ويوغوسلافيا وقامت روسيا بالتصديق على الاتحاد السوفياتي بينما صربيا قامت بالتصديق باسم جمهورية يوغوسلافيا الاتحادية واما سويسرا فقامت بتوقيع الاتفاقية ولكنها لم تصدق عليه.

## وصلات خارجية
- Text of original 1970 treaty
- Text of amended treaty as of 23 September 2013
- Signatures and ratifications
- 2016 ATP Handbook
- ATP testing stations and competent national authorities

1. 1 2 3 4 5 6  وصلة مرجع: https://web.archive.org/web/20141218161759/http://www.unece.org/fileadmin/DAM/trans/main/wp11/wp11fdoc/Ch_XI_B_22p.pdf.
2. ↑  مذكور في: الاتفاق الخاص بالنقل الدولي للمواد الغذائية القابلة للتلف (معاهدة).